# سلول ۱۸
سلول ۱۸ داستان بلندی اثر علی‌اشرف درویشیان نویسنده معاصر کرد ایران است. این داستان بلند در سال ۱۳۵۸ خورشیدی از سوی نشر نگاه منتشر شده‌است. علی‌اشرف درویشیان در این داستان با نگاهی رئالیستی به زندگی یک خانوادهٔ فقیر کرد در شهر کرمانشاه می‌پردازد که به سبب فعالیت‌های سیاسی فرزند آن‌ها به زندان افتاده و ناخواسته وارد مبارزهٔ سیاسی می‌شود. درویشیان در این کتاب وضعیت مبارزان سیاسی و نیروهای انقلابی را در دههٔ ۱۳۵۰ تحت سرکوب ساواک نشان می‌دهد و از فقر و فلاکت خانواده‌های فرودست صحبت می‌کند. از سلول ۱۸ به عنوان نخستین داستان سیاسی پس از انقلاب بهمن ۱۳۵۷ نام می‌برند.

## داستان
داستان بلند سلول ۱۸ تقابل ۴ نسل را نشان می‌دهد. نسل اول نسلی محافظه‌کار است که خود را ناتوان از مبارزه با حکومت پهلوی می‌بیند. نسل دوم اگرچه از فساد و دیکتاتوری آگاه است، اما خود را به وضع موجود دلخوش می‌کند. نسل سوم نسلی آرمان‌خواه و مبارز است که به دنبال تغییر در شرایط علیه رژیم شاه انقلاب می‌کند. نسل چهارم فرزند انقلاب است که به لحاظ زمان تولد با انقلاب عجین شده‌است.
سلول ۱۸ زندگی خانواده‌ای کرد را در شهر کرمانشاه روایت می‌کند که بسیار فقیر بوده و با کارگری روزگار می‌گذراند. قهرمان داستان جوانی به نام کمال است که همواره می‌کوشد با سخنان خود بقیه را از درد و رنجی که در آن به سر می‌برند آگاه کند. گرهٔ داستان زمانی است که کمال به ناگاه ناپدید می‌شود. پس از مدتی نامه‌ای از کمال به خانواده می‌رسد که نشان می‌دهد او درگیر مبارزهٔ مسلحانه با رژیم محمدرضا شاه شده‌است. در ادامهٔداستان مأموران ساواک برای دستگیری کمال به خانهٔ آن‌ها هجوم می‌آورند و همهٔاعضای خانواده و از آنجمله همسر باردار او را دستگیر کرده و در بازداشتگاه تحت شکنجه قرار می‌دهند تا مکان اختفای کمال را لو بدهند. اعضای خانواده در برابر فشار و شکنجهٔ ساواک مقاومت کرده و سخن نمی‌گویند. نرگس همسر کمال فرزندش را در زندان به دنیا می‌آورد و نام او را سپیده می‌گذارد. با کشف جسد کمال و شناسایی آن توسط عبدالله پدر کمال، اعضای خانواده آزاد می‌شوند و تصمیم می‌گیرند راه کمال را ادامه بدهند.

## ترجمه
سلول ۱۸ توسط هاشم خسروشاهی به زبان ترکی ترجمه شده و در ترکیه به چاپ رسیده‌است. در سال ۱۳۸۶ ترجمهٔ ترکی سلول ۱۸ با استقبال خوانندگان مواجه شده و در فهرست ۱۰ کتاب پرفروش ماه در کشور ترکیه قرار گرفت. ترجمهٔ ترکی سلول ۱۸ همچنین در سال ۱۳۸۷ پرفروش‌ترین کتاب ترجمه در ترکیه بود.

## تجدید چاپ
سلول ۱۸ پس از چاپ اول و دوم در سال ۱۳۵۸ و چاپ سوم در سال ۱۳۵۹ تا مدت‌ها اجازهٔ تجدید چاپ در ایران دریافت نکرد. نشر گردون در سال ۱۳۷۸ در برلین این کتاب را تجدید چاپ کرد. انتشارات آتنا در تهران در سال ۱۳۸۱ این کتاب را بار دیگر در ایران به چاپ رساند. در سال ۱۳۹۵ سلول ۱۸ در ایران از سوی نشر نگاه تجدید چاپ شد. چاپ مجدد این کتاب با استقبال چشمگیر خوانندگان مواجه شد و سلول ۱۸ در دومین هفتهٔ ماه اردیبهشت ۱۳۹۵ در مکان دومین کتاب پرفروش کتابفروشی‌های تهران قرار گرفت. سلول ۱۸ در ماه اردیبهشت ۱۳۹۵ پرفروش‌ترین کتاب در بازار کتاب ایران شد.